# Frank Pattyn

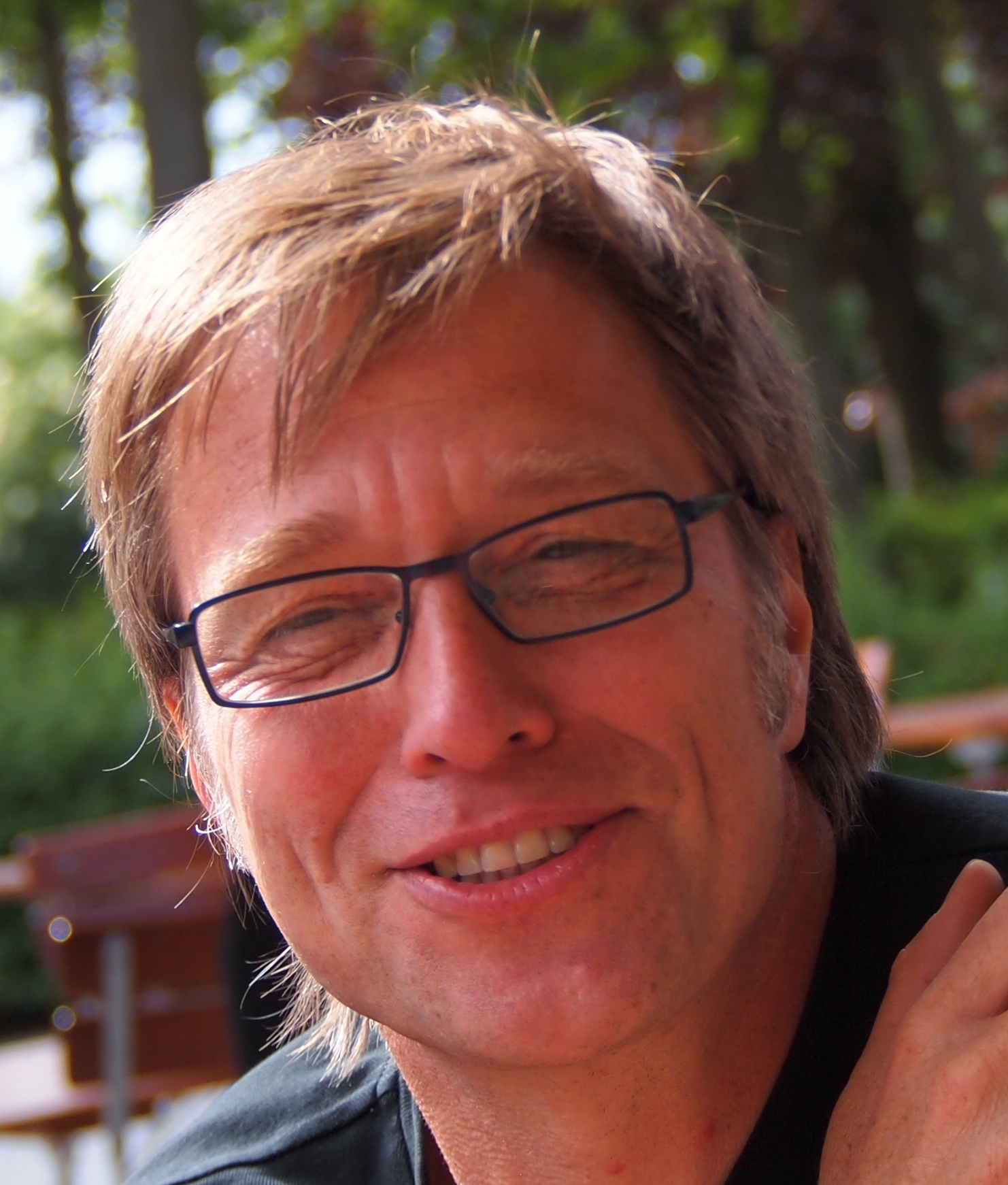
Frank Pattyn

Frank Jean-Marie Léon Pattyn (Etterbeek, 4 maart 1966) is een Belgische glacioloog en professor aan de Université libre de Bruxelles. Hij is vooral bekend voor het ontwikkelen van modellen over de ijskappen.

## Biografie
Frank Pattyn studeerde geografie aan de Vrije Universiteit Brussel en behaalde er zijn master in 1988. In 1998 behaalde zijn PhD met een proefschrift over modellen van de ijkap in Koningin Maudland. Hij vervolgde met een postdoct bij het National Institute of Polar Research in Tokio tussen 1999 en 2000 waarna hij terug naar België keerde. Hij is docent aan de Université libre de Bruxelles sinds 2000 en werd er in 2011 professor. 
Pattyn is daarnaast ook sinds 2006 directeur van het Laboratoire de Glaciologie aan de ULB en voorzitter van de Belgische tak van het Scientific Committee on Antarctic Research (SCAR).

## Erkentelijkheden
- 2018 - Louis Agassiz Medal (European Geosciences Union)